# Mikko Juva
Mikko Einar Juva, född 22 november 1918 i Karleby, död 1 januari 2004 i Åbo, var en finländsk historiker, teolog och ärkebiskop.

## Biografi
Juva var professor i nordisk historia 1957–1962 vid Åbo universitet och professor i Finlands och Skandinaviens historia och kyrkohistoria vid Helsingfors universitet 1962–1978. Vidare var Juva riksdagsledamot 1962–1966 och Liberala folkpartiets ordförande 1965–1968.
Som ung deltog Juva aktivt i den kristna studentrörelsen och var studentprost 1948–1950. Han var Finlands ärkebiskop 1978–1982. Till hans mera betydande uppdrag räknas presidentskapet i Lutherska världsförbundet 1970–1977. År 1971 utsågs han till hedersdoktor vid St. Olaf College. Han utgav skrifter i historiska och kyrkohistoriska ämnen. 
Han var son till Einar W. Juva.